# Jennings (Kansas)
Jennings es una ciudad ubicada en el condado de Decatur en el estado estadounidense de Kansas. En el año 2010 tenía una población de 96 habitantes y una densidad poblacional de 408,57 personas por km².

## Geografía
Jennings se encuentra ubicada en las coordenadas 39°40′49″N 100°17′38″O / 39.68028, -100.29389 (39.680197, -100.293918).

## Demografía
Según la Oficina del Censo en 2000 los ingresos medios por hogar en la localidad eran de $21,146 y los ingresos medios por familia eran $42,917. Los hombres tenían unos ingresos medios de $29,107 frente a los $21,667 para las mujeres. La renta per cápita para la localidad era de $16,294. Alrededor del 12.0% de la población estaban por debajo del umbral de pobreza.